# Bärenzwinger (Dresden)

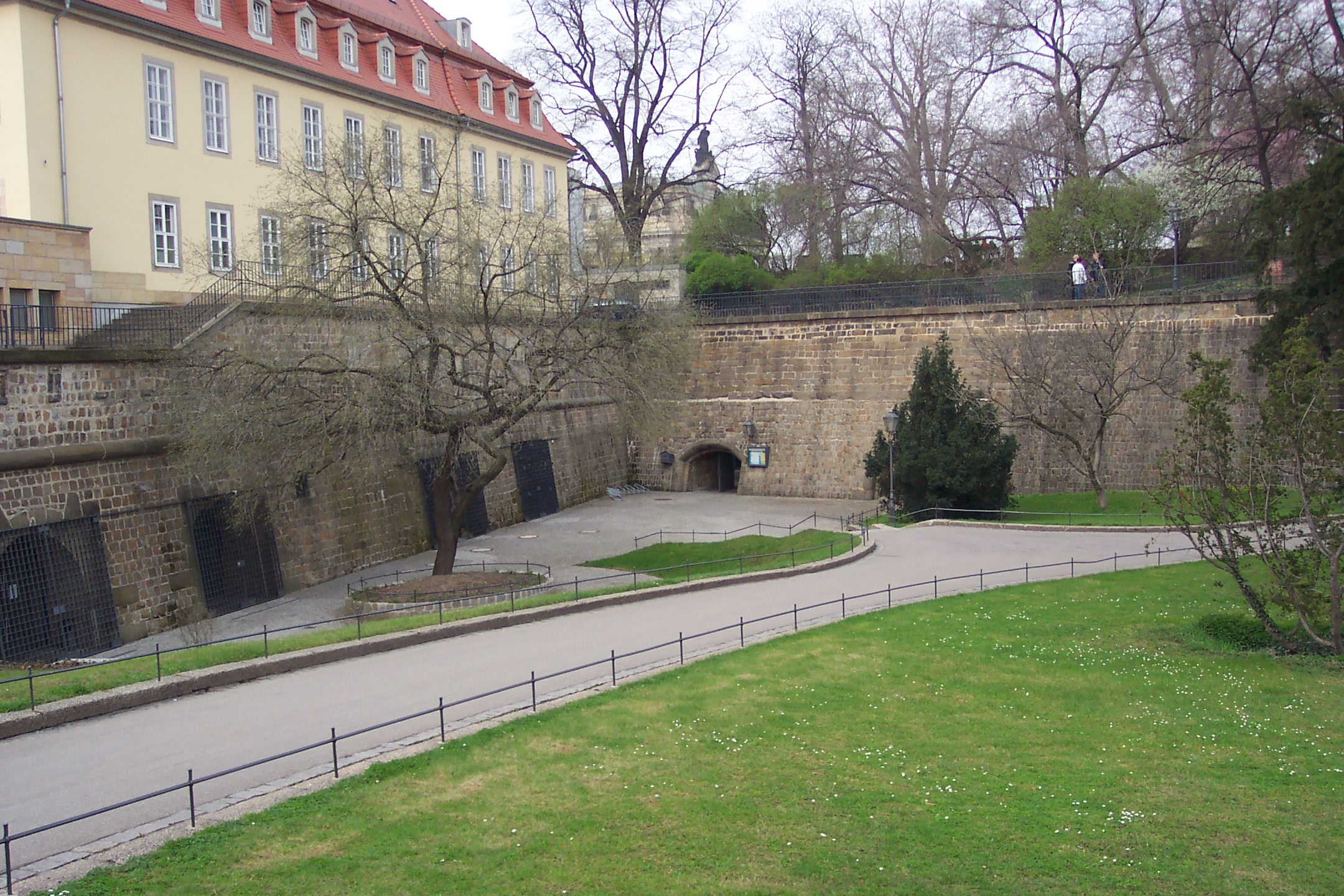
Eingangsbereich des Bärenzwingers, 2005

Der Bärenzwinger ist ein Studentenclub im Stadtzentrum Dresdens. Sein Domizil befindet sich nahe dem Albertinum und ist Teil der historischen Dresdner Befestigungsanlagen.

## Geschichte
Die heute als Bärenzwinger bezeichneten Bauten wurden von Caspar Vogt von Wierandt zwischen 1519 und 1521 errichtet und im Zuge der Nordosterweiterung der Dresdner Stadtbefestigung (Bastion Venus/Jungfernbastei) durch den in Nürnberg geborenen Tischler und Schraubenmacher Paul Buchner (1531–1607) von 1590 bis 1592 erweitert. Buchner hatte ab 1567 die Oberaufsicht über Ausbau der Stadtbefestigung und wurde 1576 zum Oberzeugmeister der Stadt Dresden berufen. Von ihm stammen weitere prägende Bauwerke in Dresden, wie das Dresdner Zeughaus (heute Albertinum), Pferdestall und Stallhof des Dresdner Residenzschlosses (Johanneum, heute Verkehrsmuseum), das alte Gewandhaus u. a. m.
Die Bezeichnung Bärenzwinger hat nichts mit dem Raubtier Bär zu tun, sondern geht auf Begriffe des Festungsbaus zurück: Batardeau (Abdämmung/Schleusendamm) wurde zu Bär und Zwinger bezeichnet den Gang zwischen innerer und äußerer Grabenmauer – also Zwinger am Bären. Während die innere Stadtmauer gut erhalten ist, sind von der äußeren Grabenmauer nur noch Rudimente sichtbar.
Die Anlage des Bärenzwingers diente dem Schutz des Schleusendamms, der den Stadtgraben vom Elbstrom trennte. Davon zeugen die Kanonenöffnungen, durch deren eine man heute den Studentenklub betritt, sowie die teilweise noch erhaltenen Schmiedeanlagen. Der Bereich zwischen dem Bärenzwinger und dem Terrassenufer wurde später als Gondelhafen genutzt, 1856 zugeschüttet und als Parkanlage gestaltet.
Infolge des Fortschritts der Waffentechnik verlor die Festung ihre militärische Bedeutung und so gelangte der elbwärtige Teil der Anlagen durch Schenkung in den Besitz des sächsischen Premierministers Heinrich von Brühl (1700–1763), der sie 1748/49 zu einer Gartenanlage umgestalten ließ.
Auf Befehl Napoleons begann 1809 die Festungsschleifung, die Demolierung der oberirdischen Bauten fand 1830 ihren Abschluss, mit dem anfallenden Schutt wurden die unterirdischen Kasematten verfüllt, wodurch der ehemalige Kanonenhof hinter der Großen Tonne mit seiner Ausfahrt in die Stadt bis unter die Decke mit diesen Schuttmassen gefüllt wurde. Spätere Funde von Salbnäpfchen und anderen Behältnissen sowie Vertiefungen in den Wänden der nicht verfüllten Tonnengewölbe deuten auf eine zeitweilige Nutzung als Lagerräume der Hofapotheke der 1815 gegründeten Chirurgisch-Medicinischen Akademie Dresden unter Carl Gustav Carus hin.
Im Zweiten Weltkrieg wurden die Gewölbe als Luftschutzräume genutzt.

## Geschichte des Studentenklubs

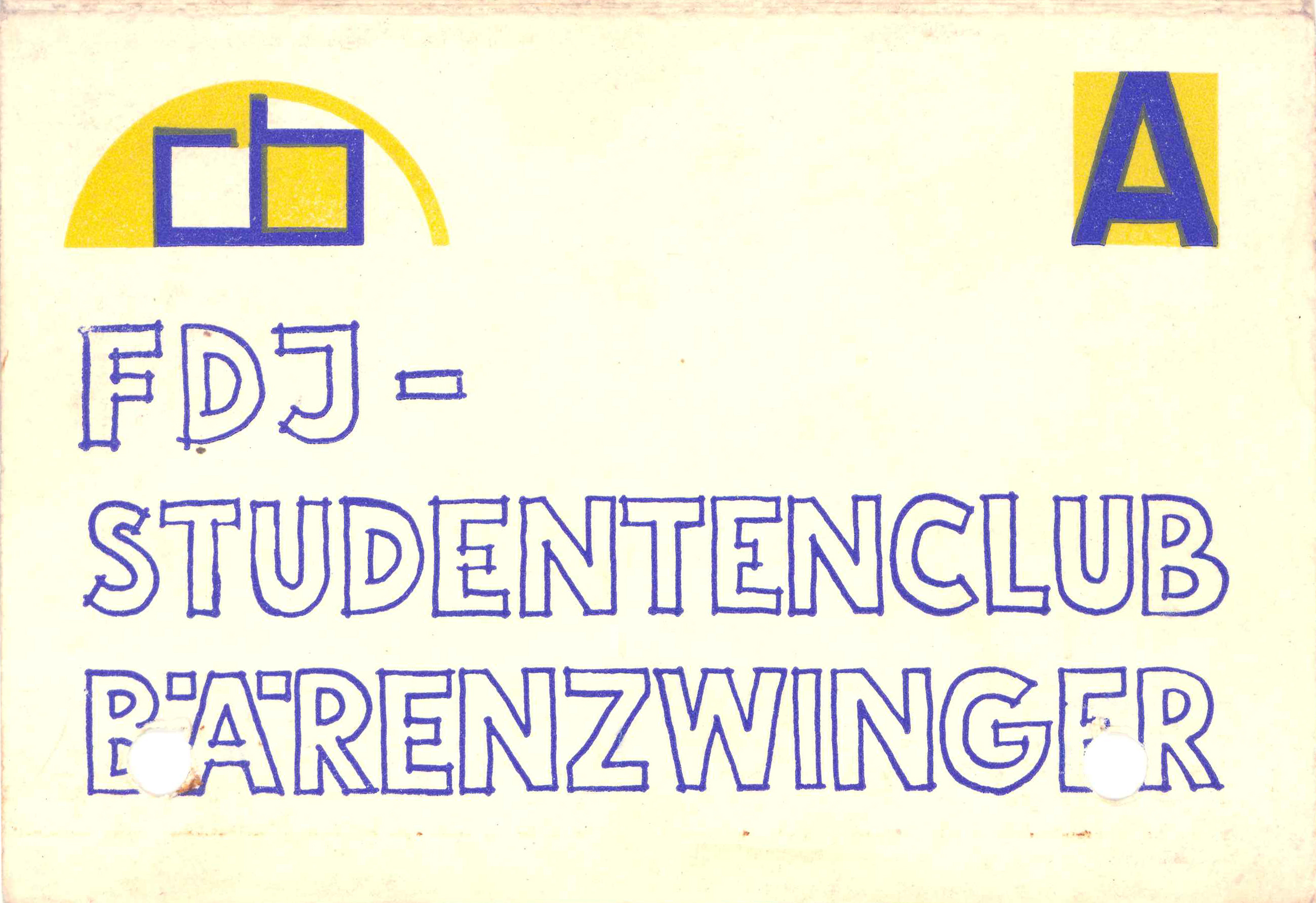
Ausweis FDJ-Studentenclub Bärenzwinger

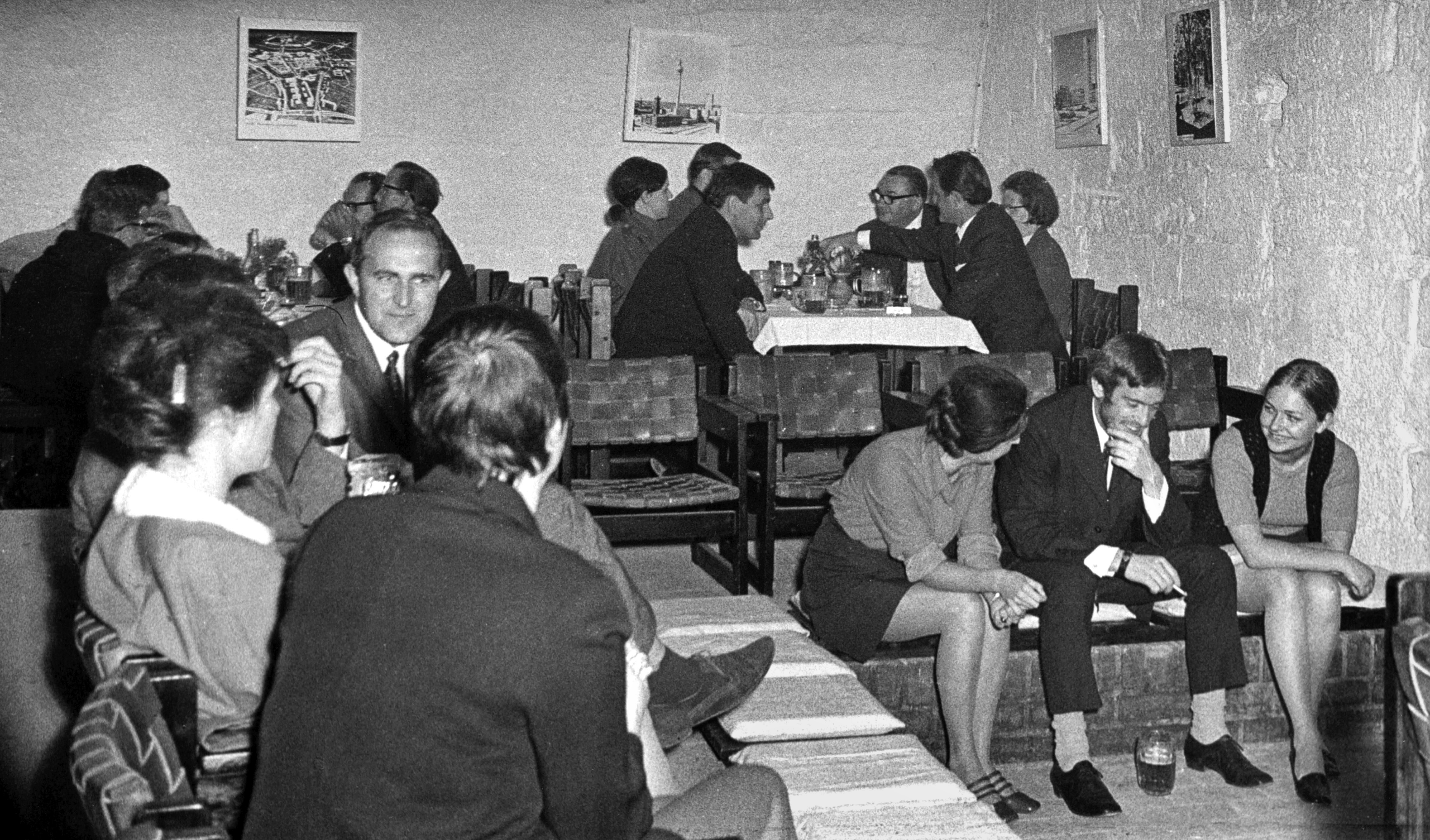
Im Bärenzwinger am Tag seiner (zweiten) Eröffnung 1. Oktober 1970

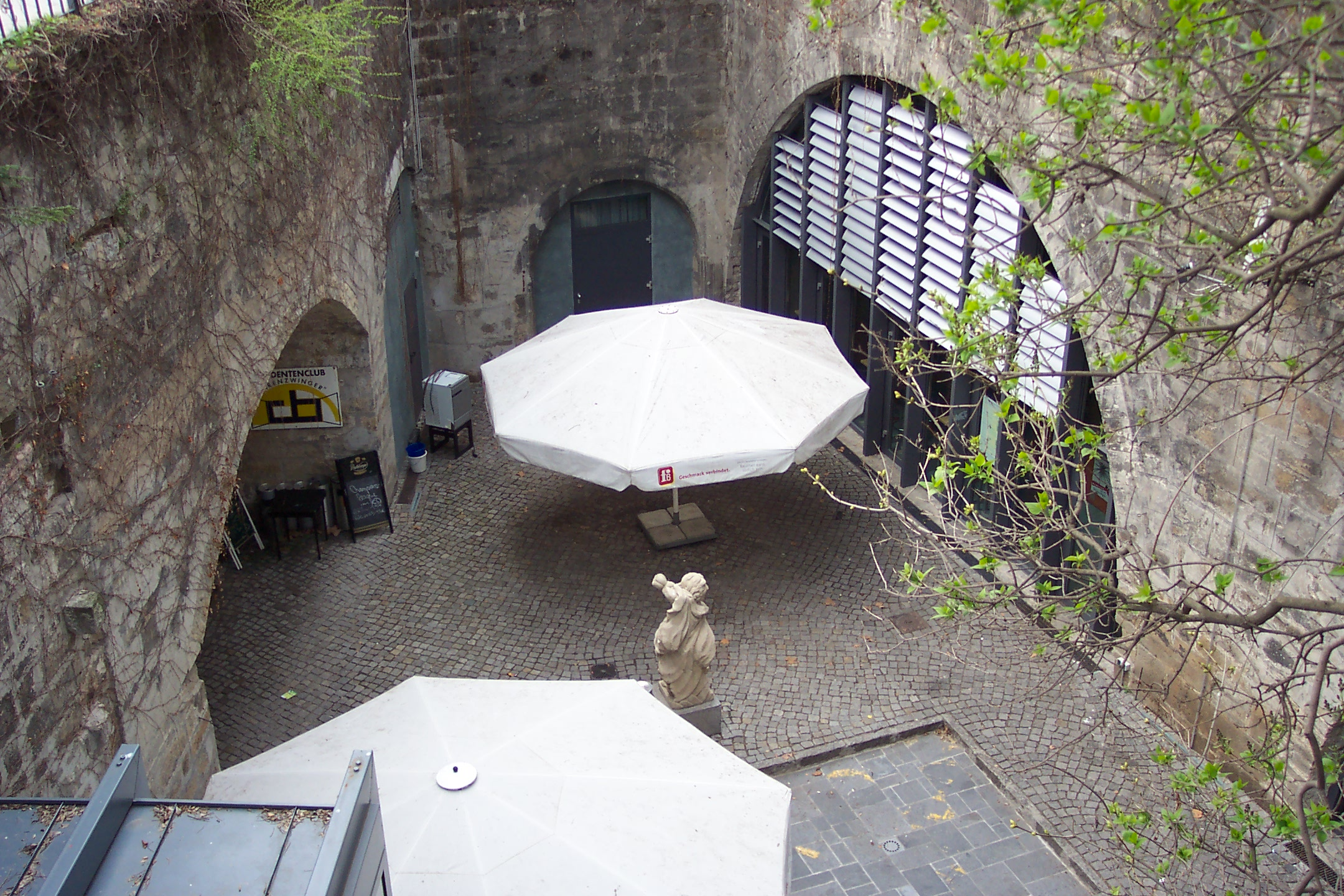
Innenhof des Bärenzwingers mit dem Putto Trinkendes Kind, 2005. Der Hof ist noch nicht überdacht.

Der in den historischen Gewölben gelegene Studentenclub Bärenzwinger verbindet Studentenkneipe mit Kulturbetrieb.
Mitte der 1960er Jahre machten sich Architekturstudenten der Technischen Universität Dresden auf die Suche nach Räumen für eine Begegnungsstätte und sie wurden im Bereich der alten Festung fündig. Mit Unterstützung der Studentenschaft wurden die Gewölbe in tausenden freiwilligen unentgeltlichen Stunden im Rahmen des Nationalen Aufbauwerks (NAW) von Schutt befreit und ausgebaut. Am 15. Juni 1968 wurde der Klubbetrieb unter dem Namen Studentenclub Bärenzwinger in den Kleinen Tonnen und dem Innenhof aufgenommen.
Für das DDR-Fernsehen wurde die Talkshow Treff mit O.F. mit dem Entertainer O. F. Weidling aufgezeichnet.
1986 wurde die Große Tonne als Veranstaltungssaal eingeweiht und aus dem Architektenklub wurde ein „Zentraler FDJ-Studentenclub der TU Dresden“. Nur 100 Meter entfernt befand sich der Jazzclub Tonne.
Seit 1990 befindet sich der Club in der Trägerschaft eines gemeinnützigen Vereins (Studentenclub Bärenzwinger e. V.). Das inzwischen nicht nur Studenten offenstehende Kulturzentrum besuchten jährlich ca. 150.000 Jugendliche. Höhepunkte des jährlichen Programms sind der Maifrühschoppen am 1. Mai, Veranstaltungen zum Dresdner Dixielandfestival sowie der Dresdner Weihnachtsmannsackhüpfstaffelmarathon, ein Staffellauf, bei dem als Weihnachtsmann verkleidete Studenten im Sack um die Wette hüpfen.
Am 1. Juni 2000 musste der Studentenklub seine Große Tonne – wie zuvor schon den Kanonenhof – nach einem verlorenen Rechtsstreit an die Evangelisch-Reformierte Gemeinde abgeben, die darüber ein Altenheim betreibt. Damit sank die Kapazität von 500 auf 150 Gäste.
Das Elbhochwasser 2002 suchte auch den Bärenzwinger heim. Dank der Initiative der Mitglieder und Freunde des Clubs und mit Unterstützung zahlreicher Spender und des Landes Sachsen wurde der Betrieb im komplett erneuerten Studentenclub im April 2003 wieder aufgenommen.
Seit April 2006 ist der Innenhof des Bärenzwingers mit einem gläsernen Schallschutz überdacht. Damit kann der bis dahin nicht nutzbare Innenhof von Witterung unbeeinflusst für Veranstaltungen genutzt werden. Die Kapazität stieg wieder auf 250 Gäste.
Auf dem Programm stehen Konzerte zumeist lokaler Bands, Kino, Lesungen, Vorträge, Kulturforen, Diskotheken.
Seit 2004 findet jährlich von Mitte Juli bis Anfang September im Kanonenhof das Sommertheater Dresden mit ca. 40 Vorstellungen unter der Regie von Peter Förster statt.
Beim Elbehochwasser 2013 bedrohten wieder Pegelstände von fast 9 Metern den Bärenzwinger. Durch einen tagelangen Dammbau konnte der Studentenclub, unterstützt durch Mitglieder anderer Dresdner Studentenclubs und weitere Freiwillige, eine Flutung des Bärenzwingers und der benachbarten Gastronomie- und Kirchgemeinderäume verhindern.